# Pic écaillé
Picus squamatus
Espèce
Statut de conservation UICN

 LC  : Préoccupation mineure
Le Pic écaillé (Picus squamatus) est une espèce d'oiseau de la famille des Picidae. 
Cet oiseau peuple le sud du Turkménistan, l'Afghanistan, le Pakistan et l'ouest de l'Himalaya.

## Liste des sous-espèces
- Picus squamatus flavirostris (Menzbier, 1886)
- Picus squamatus squamatus Vigors, 1831